# Baldomero Espartero
Joaquín Baldomero Fernández-Espartero y Álvarez de Toro (Granátula de Calatrava, província de Ciudad Real, 27 d'octubre de 1793 - Logronyo, 8 de gener de 1879) fou un militar i polític espanyol, Virrei de Navarra, Príncep de Vergara, Duc de la Victòria, Duc de Morella, Comte de Luchana i Vescomte de Banderas. President del consell de Ministres (1837-1837), (1840-1841) i (1854-1854) i regent del regne de 1840 a 1843.
Va començar els seus estudis al seminari d'Almagro. El 1808 s'allista a l'exèrcit i participa en la Guerra del Francès. Des del 1810 restà a Cadis assetjat pels francesos, mentre es feien les Corts constituents i on fa estudis militars i d'enginyer. Durant la primera guerra carlina va estar del costat de la reina Isabel II d'Espanya.

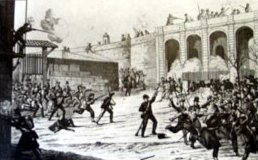
1842 - Revolta contra la política fiscal d'Espartero a Barcelona

El seu pare havia encarrilat la seva formació per un destí eclesiàstic però la Guerra de la Independència el va arrossegar des de molt jove al front de batalla, que no va abandonar fins cinc anys després. Combatent en tres dels quatre conflictes més importants d'Espanya en el segle xix, va ser soldat en la guerra contra la invasió del francès, oficial durant la guerra colonial al Perú i General en Cap a la Primera Guerra Carlina. Va viure a Cadis el naixement del liberalisme espanyol, camí que no abandonaria mai. Home extremadament dur en el tracte, valorava la lleialtat dels seus companys d'armes -terme que no agradava sentir als altres generals- tant com l'eficàcia. Va combatre en primera línia, va ser ferit en vuit ocasions i el seu caràcter altiu i exigent el va portar a cometre excessos, de vegades molt sagnants, en la disciplina militar. Va ser dues vegades President del Consell de Ministres i va arribar a la Direcció de l'Estat com a regent durant la minoria d'edat d'Isabel II. Durant la seva regència, degut a la crisi de la indústria cotonera, va haver-hi un aixecament popular a la ciutat de Barcelona al novembre de 1842. Espartero va resoldre la situació amb un bombardeig indiscriminat sobre la ciutat i afirmant que per al bé d'Espanya era convenient bombardejar Barcelona almenys un cop cada 50 anys. La revolta va revifar el 1843 provocant un nou bombardeig, aquest cop centrat contra les drassanes del Port de Barcelona i les muralles. La ciutat s'entregà, però la indignació no va fer més que créixer. S'aixecaran altres ciutats com Reus, València, Alacant i Sevilla, en un moviment dirigit per una coalició de moderats i progressistes liberals descontents. L'estiu de 1843, Espartero va veure perduda la situació i va decidir marxar cap a Anglaterra.
Ha estat l'únic militar espanyol amb tractament d'Altesa Reial i, malgrat totes les seves contradiccions, va saber passar desapercebut els darrers vint anys. Va rebutjar la Corona d'Espanya i va ser tractat com una llegenda des de ben jove.
| «                                                                                       | La Pàtria compta amb els vostres esforços, amb les vostres virtuts, amb la vostra saviesa, perquè feu lleis que refermen els seus drets i destrueixin els abusos que s'han introduït en el govern de l'Estat. Feu, que la Reina tingui una gran satisfacció en acceptar-les, i la Nació a obeir. Pel que fa a mi, senyors, jo les obeiré sempre, perquè sempre he volgut que es compleixi la voluntat nacional, i perquè estic convençut que sense l'obediència a les lleis, la llibertat és impossible. | » |
| — Baldomero Espartero en la sessió de les Corts Constituents del 28 de novembre de 1854 | |   |